# ویلیام اولیری (هنرپیشه)
ویلیام اولیری (انگلیسی: William O'Leary؛ زادهٔ ۱۹ اکتبر ۱۹۵۷) یک هنرپیشه، و صدا پیشه اهل ایالات متحده آمریکا است. وی از سال ۱۹۸۷ میلادی تاکنون مشغول فعالیت بوده‌است.
وی در فیلم پرواز فرشته سیاه نقش اصلی را ایفا نمود و به شهرت رسید